# Lista dei governatori della banca nazionale di Serbia e Jugoslavia
Questa pagina elenca i governatori delle banche nazionali di Serbia e Jugoslavia.

## Lista
| Nº                                                      | Nome                                | Immagine                            | Mandato                             | Mandato                             | Mandato                             | Firma                               |
| Nº                                                      | Nome                                | Immagine                            | Inizio                              | Fine                                | Durata                              | Firma                               |
| Banca nazionale del Regno di Serbia                     | Banca nazionale del Regno di Serbia | Banca nazionale del Regno di Serbia | Banca nazionale del Regno di Serbia | Banca nazionale del Regno di Serbia | Banca nazionale del Regno di Serbia | Banca nazionale del Regno di Serbia |
| ------------------------------------------------------- | ----------------------------------- | ----------------------------------- | ----------------------------------- | ----------------------------------- | ----------------------------------- | ----------------------------------- |
| 1                                                       | Aleksa Spasić                       |                                     | Marzo 1884                          | Ottobre 1884                        | 7 mesi                              |                                     |
| 2                                                       | Filip Hristić                       |                                     | 1885                                | 1890                                | 4–5 anni                            |                                     |
| 3                                                       | Đorđe Vajfert                       |                                     | 1890                                | 1902                                | 11–12 anni                          |                                     |
| 4                                                       | Tihomilj J. Marković                |                                     | 1902                                | 1912                                | 9–10 anni                           |                                     |
| (3)                                                     | Đorđe Vajfert                       |                                     | 1912                                | 1918                                | 5–6 anni                            |                                     |
| Banca Nazionale del Regno di Jugoslavia                 |                                     |                                     |                                     |                                     |                                     |                                     |
| (3)                                                     | Đorđe Vajfert                       |                                     | 1918                                | 1926                                | 7–8 anni                            |                                     |
| 5                                                       | Ljubomir Srećković                  |                                     | Marzo 1928                          | Giugno 1928                         | 3 mesi                              |                                     |
| 6                                                       | Ignjat J. Bajloni                   |                                     | 1928                                | 1934                                | 5–6 anni                            |                                     |
| —                                                       | Melko Čingrija (ad interim)         |                                     | Aprile 1934                         | Febbraio 1935                       | 10 mesi                             |                                     |
| 7                                                       | Milan Radosavljević                 |                                     | 1935                                | 1939                                | 3–4 anni                            |                                     |
| 8                                                       | Dragutin K. Protić                  |                                     | 1939                                | 1940                                | 0–1 anni                            |                                     |
| 9                                                       | Milan Radosavljević                 |                                     | 1941                                | 1941                                | 0 anni                              |                                     |
| Banca Nazionale della SFR Jugoslavia                    |                                     |                                     |                                     |                                     |                                     |                                     |
| 10                                                      | Tanasije Zdravković                 |                                     | 28 novembre 1945                    | 30 aprile 1946                      | 153 giorni                          |                                     |
| 11                                                      | Obren Blagojević                    |                                     | 1 maggio 1946                       | 31 dicembre 1948                    | 2 anni, 244 giorni                  |                                     |
| 12                                                      | Marijan Dermastija                  |                                     | 1 gennaio 1949                      | 25 ottobre 1951                     | 2 anni, 297 giorni                  |                                     |
| 13                                                      | Sergej Kraigher                     |                                     | 26 ottobre 1951                     | 30 giugno 1953                      | 1 anno, 247 giorni                  |                                     |
| 14                                                      | Vojin Guzina                        |                                     | 1 luglio 1953                       | 20 giugno 1958                      | 4 anni, 354 giorni                  |                                     |
| 15                                                      | Janko Smole                         |                                     | 21 giugno 1958                      | 15 giugno 1962                      | 3 anni, 359 giorni                  |                                     |
| 16                                                      | Nikola Miljanić                     |                                     | 16 giugno 1962                      | 31 maggio 1969                      | 6 anni, 349 giorni                  |                                     |
| 17                                                      | Ivo Perišin                         |                                     | 1 settembre 1969                    | 31 dicembre 1971                    | 2 anni, 121 giorni                  |                                     |
| 18                                                      | Branislav Colanović                 |                                     | 1 marzo 1972                        | 2 giugno 1977                       | 5 anni, 93 giorni                   |                                     |
| 19                                                      | Ksente Bogoev                       |                                     | 3 giugno 1977                       | 25 dicembre 1981                    | 4 anni, 205 giorni                  |                                     |
| 20                                                      | Radovan Makić                       |                                     | 26 dicembre 1981                    | 31 maggio 1986                      | 4 anni, 156 giorni                  |                                     |
| 21                                                      | Dušan Vlatković                     |                                     | 1 giugno 1986                       | 14 luglio 1992                      | 6 anni, 43 giorni                   |                                     |
| Banca Nazionale della Repubblica Federale di Jugoslavia |                                     |                                     |                                     |                                     |                                     |                                     |
| 22                                                      | Vuk Ognjanović                      |                                     | 15 luglio 1992                      | 15 luglio 1993                      | 1 anno                              |                                     |
| 23                                                      | Borisav Atanacković                 |                                     | 16 luglio 1993                      | 20 ottobre 1993                     | 96 giorni                           |                                     |
| 24                                                      | Dragoslav Avramović                 |                                     | 2 marzo 1994                        | 15 maggio 1996                      | 2 anni, 74 giorni                   |                                     |
| (21)                                                    | Dušan Vlatković                     |                                     | 26 luglio 1997                      | 27 novembre 2000                    | 3 anni, 124 giorni                  |                                     |
| 25                                                      | Mlađan Dinkić                       |                                     | 28 novembre 2000                    | 2 febbraio 2003                     | 2 anni, 66 giorni                   |                                     |
| Banca Nazionale di Serbia                               |                                     |                                     |                                     |                                     |                                     |                                     |
| (25)                                                    | Mlađan Dinkić                       |                                     | 4 febbraio 2003                     | 22 luglio 2003                      | 168 giorni                          |                                     |
| 26                                                      | Kori Udovicki                       |                                     | 23 luglio 2003                      | 25 febbraio 2004                    | 217 giorni                          |                                     |
| 27                                                      | Radovan Jelašić                     |                                     | 25 febbraio 2004                    | 28 luglio 2010                      | 6 anni, 153 giorni                  |                                     |
| 28                                                      | Dejan Soskić                        |                                     | 28 luglio 2010                      | 6 agosto 2012                       | 2 anni, 9 giorni                    |                                     |
| 29                                                      | Jorgovanka Tabaković                |                                     | 6 agosto 2012                       | in carica                           | 12 anni e 209 giorni                |                                     |